# Hato Mayor
Pour les articles homonymes, voir Hato.
Hato Mayor est l'une des 32 provinces de la République dominicaine. Son chef-lieu est Hato Mayor del Rey. Elle est limitée à l'est par les provinces de Samaná et Monte Plata, au sud par celle de San Pedro de Macorís, à l'est par celle de El Seibo et au nord par la Baie de Samaná (océan Atlantique).